# ショーン・ウェーレン
ショーン・ウェーレン（Sean Whalen,  1964年5月19日 - ）は、アメリカ合衆国の俳優である。

## 来歴
1964年、4人兄弟の末っ子としてワシントンD.C.に生まれる。高校を卒業後にはカリフォルニア大学ロサンゼルス校へ進学した。大学卒業後は、ウェイターとして働きながら即興コメディ劇団のザ・グラウンドリングスへ所属し、演技の修業を積む。その後、アメリカ国内のコマーシャル『Got Milk?』などへ出演し、お茶の間にもその顔が浸透し始める。
1990年にドラマ版『フェリスはある朝突然に』へ出演してテレビデビュー。翌年の1991年にはウェス・クレイヴン監督のホラー映画『壁の中に誰かがいる』で映画デビューを果たした。それ以降は独特な風貌を活かし、『ツイスター』や『メン・イン・ブラック』、『チャーリーズ・エンジェル』など、多くの話題作へ出演している。また数多くのテレビシリーズにレギュラーおよびゲスト出演しているほか、テレビアニメでは声優としても数作品へ登場した。

## 出演作品

### 映画
- 壁の中に誰かがいる The People Under the Stairs (1991)
- Lady Against the Odds (1992) ※テレビ映画
- バットマン・リターンズ Batman Returns (1992)
- ナーズの復讐 III/ナーズ軍団、最終決戦! Revenge of the Nerds III: The Next Generation (1992)
- ドッペルゲンガー/憎悪の化身 Doppelganger (1993)
- ステップモンスター Stepmonster (1993) ※ビデオ作品
- Tammy and the T-Rex (1994)
- 陪審員だよ、全員集合! Jury Duty (1995)
- ウォーターワールド Waterworld (1995)
- グローリー・デイズ〜旅立ちの日〜 Glory Daze (1995)
- クレイジー・シッター The Crazysitter (1995)
- ツイスター Twister (1996)
- ケーブルガイ The Cable Guy (1996)
- すべてをあなたに That Thing You Do! (1996)
- メン・イン・ブラック Men in Black (1997)
- ラスト・キングス Suicide Kings (1997)
- 25年目のキス Never Been Kissed (1999)
- アイドル・ハンズ Idle Hands (1999)
- Perfect Murder, Perfect Town: JonBenét and the City of Boulder (2000) ※テレビ映画
- Shark in a Bottle (2000)
- パイソン Python (2000) ※テレビ映画
- チャーリーズ・エンジェル Charlie's Angels (2000)
- A Midsummer Night's Rave (2002)
- The Hebrew Hammer (2003)
- ディープ・ショック Deep Shock (2003) ※テレビ映画
- ラスト・ショット The Last Shot (2004)
- マッド・ドッグ Chasing Ghosts (2005)
- Mystery Woman: Oh Baby (2006) ※テレビ映画
- Mystery Woman: Redemption (2006) ※テレビ映画
- Employee of the Month (2006)
- デス・バーガー Drive Thru (2007)
- The Last Day of Summer (2007) ※テレビ映画
- ブラック・フライデー The Kidnapping (2007) ※テレビ映画
- ナイトライフ Night Life (2008)
- A Kiss at Midnight (2008)
- クロムスカル Laid to Rest (2009)
- ハロウィンII Halloween II (2009)
- The FP (2011)
- All Superheroes Must Die (2011)
- Wet and Reckless (2013)
- Dark Splinter (2013)
- ハチェット レジェンド・ネバー・ダイ Hatchet III (2013)
- ジャージー・ボーイズ Jersey Boys (2014)
- スリー・フロム・ヘル 3 from Hell (2019)

### テレビドラマ
- フェリスはある朝突然に Ferris Bueller (1990)
- 弁護士シャノン Shannon's Deal (1991)
- The Amazing Live Sea-Monkeys (1992)
- Grace Under Fire (1993)
- Rebel Highway (1994)
- フレンズ Friends (1994)
- Nowhere Man (1995)
- 新スーパーマン Lois & Clark: The New Adventures of Superman (1995)
- コスビー Cosby (1996)
- ニキータ La Femme Nikita (1997)
- 刑事ナッシュ・ブリッジス Nash Bridges (1998)
- L.A.大捜査線 マーシャル・ロー Martial Law (2000)
- スペシャル・ユニット/GSG-9 対テロ特殊部隊 Special Unit 2 (2001)
- スピン・シティ Spin City (2001)
- サブリナ Sabrina, the Teenage Witch (2002)
- Less Than Perfect (2002)
- NYPDブルー NYPD Blue (2003)
- My Wife and Kids (2003, 2004)
- Scrubs〜恋のお騒がせ病棟 Scrubs (2003)
- ザ・ヤング・アンド・ザ・レストレス The Young and the Restless (2004)
- アンファビュラス Unfabulous (2004 - 2007)
- Life As We Know It　 (2004, 2005)
- クローザー The Closer (2006)
- ディラン&コール・スプラウス The Suite Life of Zack and Cody (2006)
- コールドケース 迷宮事件簿 Cold Case (2007)
- The ½ Hour News Hour (2007)
- ザ・ボールド・アンド・ザ・ビューティフル The Bold and the Beautiful (2007 - 2011)
- LOST: Missing Pieces Lost: Missing Pieces (2007)
- シークレット・アイドル ハンナ・モンタナ Hannah Montana (2008)
- ウェイバリー通りのウィザードたち Wizards of Waverly Place (2009)
- LOST Lost (2009, 2010)
- Svetlana (2011)
- Up All Night (2012)
- クリミナル・マインド FBI行動分析課 Criminal Minds (2012)
- Waffle Hut (2012)
- リベンジ Revenge (2013)
- Lab Rats (2013)
- キャッスル 〜ミステリー作家は事件がお好き Castle (2013)
- デイズ・オブ・アワ・ライブス Days of Our Lives (2014)
- Brooklyn Nine-Nine (2014)
- Farmed and Dangerous (2014)

### テレビアニメ
- 学園パトロール フィルモア Fillmore! (2002, 2004)
- アメリカン・ドラゴン American Dragon: Jake Long (2005)

## 参照
1. 1 2 3  “Sean Whalen Biography”. 2014年8月12日閲覧。